# Kiritimatisångare
Kiritimatisångare (Acrocephalus aequinoctialis) är en utrotningshotad tätting i familjen rörsångare som enbart förekommer i ögruppen Line Islands i Stilla havet.

## Kännetecken

### Utseende
Kiritimatisångaren är en medelstor (15 cm) huvudsakligen grå rörsångare med vita fjäderkanter. I ansiktet syns ett otydligt ögonbrynsstreck från näbben och bakåt, samt en olivgrå kind. Ovansidan är olivgrå, mer neutralt grå på halssidor och skapularer. Könen är lika medan underarten pistor (se nedan) är större än nominatformen.

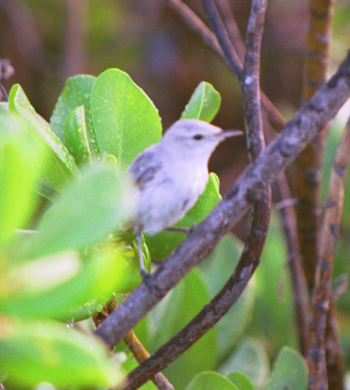

### Läte
Kiritimatisångaren lockar med korta tja, tje och tjurr. Sången är enkel jämfört med andra sångare och består av upprepade fraser innehållande locklätena.

## Utbredning och systematik
Kiritimatisångaren förekommer i norra delen av ögruppen Line Islands i centrala Stilla havet. Den delas in i två underarter med följande utbredning:
- Acrocephalus aequinoctialis aequinoctialis – förekommer på ön Kiritimati
- Acrocephalus aequinoctialis pistor – förekommer på Teraina, fram till 1972 på Tabuaeran[1]

### Familjetillhörighet
Rörsångarna behandlades tidigare som en del av den stora familjen sångare (Sylviidae). Genetiska studier har dock visat att sångarna inte är varandras närmaste släktingar. Istället är de en del av en klad som även omfattar timalior, lärkor, bulbyler, stjärtmesar och svalor. Idag delas därför Sylviidae upp i ett flertal familjer, däribland Acrocephalidae.

## Status och hot
Kiritimatisångaren tros numera vara begränsad till två små korallatoller. Den har redan försvunnit från en ö och den tros minska i delar av sitt återstående utbredningsområde. Internationella naturvårdsunionen IUCN kategoriserar därför arten som starkt hotad. Världspopulationen uppskattas till mellan 3.500 och 15.000 individer.